# Mes courants électriques
Mes courants électriques – drugi studyjny album francuskiej piosenkarki Alizée. Producentami i autorami utworów byli Mylène Farmer i Laurent Boutonnat. We Francji ukazał się 18 marca 2003 roku. Pierwszym singlem z tej płyty była piosenka "J'en ai marre !" (ang: I'm fed up !), drugim "J'ai pas vingt ans !" (ang: I'm not twenty !) i trzecim "À Contre-courant". Album był promowany przez radio "Eska".

## Lista utworów

### wersja francuska
1. J'en ai marre ! – 5:12
2. À contre-courant – 4:32
3. Toc de mac – 4:29
4. Amélie m'a dit – 3:51
5. C'est trop tard – 4:43
6. Tempête – 4:42
7. J'ai pas vingt ans ! – 4:23
8. Hey ! Amigo ! – 3:54
9. L'e-mail a des ailes – 4:10
10. Youpidou – 4:09
11. Cœur Déjà Pris – 4:16

### wersja międzynarodowa
1. I'm fed up!
2. A contre-courant
3. Toc de mac
4. Amelie
5. C'est trop tard
6. Tempête
7. I'm not twenty!
8. Hey ! Amigo !
9. L'e-mail a des ailes
10. Youpidou (English Version)
11. Cœur Déjà Pris
12. J'en ai marre!
13. Amélie m'a dit
14. J'ai pas vingt ans !
15. Youpidoo

### wersja japońska
1. Mon bain de mousse
2. A contre-courant
3. Toc de mac
4. Amélie
5. C'est trop tard
6. Tempête
7. I'm not twenty !
8. Hey ! Amigo !
9. L'e-mail a des ailes
10. Youpidoo
11. Cœur Déjà Pris
12. Mon bain de mousse

### wersja azjatycka
1. I'm fed up!
2. A contre-courant
3. Toc de mac
4. Amelie
5. C'est trop tard
6. Tempête
7. I'm not twenty!
8. Hey ! Amigo !
9. L'e-mail a des ailes
10. Youpidou (English Version)
11. Cœur Déjà Pris
12. J'en ai marre!
13. Amélie m'a dit
14. J'ai pas vingt ans !
15. Youpidoo
16. Moi... Lolita (Ścieżka bonusowa)

## Sprzedaż
| Państwo | Klasyfikacja | Status               | Sprzedaż |
| ------- | ------------ | -------------------- | -------- |
| Francja | 2            | Podwójna złota płyta | 200,000  |
|         |              |                      | 545,000  |

## Klasyfikacje
| Lista (2000-02)               | Pozycja |
| ----------------------------- | ------- |
| Belgia Wallonia) Albums Chart | 9       |
| Francja Albums Chart          | 2       |
| Niemcy Albums Chart           | 26      |
| Polska Albums Chart           | 41      |
| Szwajcaria Albums Chart       | 13      |